# Asociación Europea de Diarios en Lenguas Minoritarias o Regionales
La Asociación Europea de Diarios en Lenguas Minoritarias o Regionales (en inglés: European Association of Daily Newspapers in Minority and Regional Languages, acrónimo MIDAS) es una asociación de prensa en lenguas minoritarias, políticamente independiente y sin ánimo de lucro, con sede en el Centro para la Experiencia Autonómica en Eurac Research, Bolzano, Italia. 
Fue creada en 2001 por jefes de redacción de una decena de comunidades lingüísticas de toda Europa, con el fin de coordinar sus estrategias y estimular la cooperación en los ámbitos del intercambio de información, la impresión y el marketing; organizar campañas de promoción de publicaciones en lenguas minoritarias, y obtener apoyo de las instituciones estatales y de la UE para las lenguas minoritarias y sus medios impresos. Está integrada por más de 25 periódicos de Croacia, Chequia, Dinamarca, Finlandia, Alemania, Italia, Serbia, Lituania, Rumanía, Eslovaquia, España y Suiza, que se publican en 11 idiomas.